# Lost Coast
Lost Coast (im Deutschen: verlorene Küste) ist ein zum größten Teil natürliches und entwicklungsfreies Gebiet in Humboldt County und Mendocino County an der Nordküste von Kalifornien. Die Gegend erhielt nach einer Entvölkerung in den 1930er Jahren den Namen „Lost Coast“ und ist der am wenigsten besiedelte und am schwierigsten erreichbare Teil der kalifornischen Küste.
Die Region erstreckt sich an der Pazifikküste ungefähr von Rockport bis nach Ferndale. Ein Großteil des Gebietes ist im Eigentum der amerikanischen Bundesregierung und besteht aus zwei Teilen:
- Der Sinkyone Wilderness State Park umfasst den südlichen Teil der Lost Coast. Er ist benannt nach dem Indianerstamm der Sinkyone (Sinkine), die hier früher lebten. Die Geschichte des Parks beginnt 1975, als der Staat Immobilien an der Lost Coast aufkaufte[3].

- Die King Range National Conservation Area wurde 1970 auf einer Größe von 240 Quadratkilometern eingerichtet[2] und umfasst den nördlichen Teil der Lost Coast. Sie liegt im Humboldt County, lediglich ein kleines Landstück an der Küste gehört zum Mendocino County. Benannt wurde sie nach dem Gebirge King Range, der 1.247 Meter hohe King Peak ist dessen höchster Gipfel.

## Geologie
Lost Coast besteht aus metasedimentärem Meeresgestein aus der Kreidezeit und aus sedimentärem Gestein der nordamerikanischen Platte, welches beim Aneinanderreiben der pazifischen Platte und der Gorda Platte gehoben wurde. Das Gebiet umfasst zudem tertiäre Meeressedimentformationen nördlich des Mattole River und einen Teil des Franciscan Assemblage, Point Delgada genannt, am Shelter Cove mit ein.
Die Schroffheit der Hebung erschuf einen Kamm an der Küste, der eine Wasserscheide parallel zur Küste bildet. Die Gegend ist sowohl bekannt für den schwarzen Sand an den Stränden, die ihre eigene Farbe durch dunkelfarbige Sandsteine, der Grauwacke, erhielten, als auch durch einen älteren komprimierten Schiefer, welcher durch tektonische Aktivität entstand.

## Verkehr und Orte

### Highways
Die Geologie von Lost Coast machte es sehr schwierig, Wege durch das Gebiet zu bauen.
Die von Süden kommende State Route 1, Kaliforniens Highway an der pazifischen Küste, sollte ursprünglich durch die Lost Coast führen. 1984 wurde diese Planung aufgegeben. Die von Süden kommende Straße biegt jetzt nördlich von Rockport ins Landesinnere ab und führt nach Leggett zum U.S. Highway 101.
Am nördlichen Ende der Lost Coast wurde ein kurzes fertiggestelltes Stück über die Fernbridge bereits ab 1934 als State Route 1 bezeichnet. Nach Aufgabe der Planung, dieses zu verlängern, wurde es in State Route 211 umnummeriert.

### Lokale Straßen und Orte

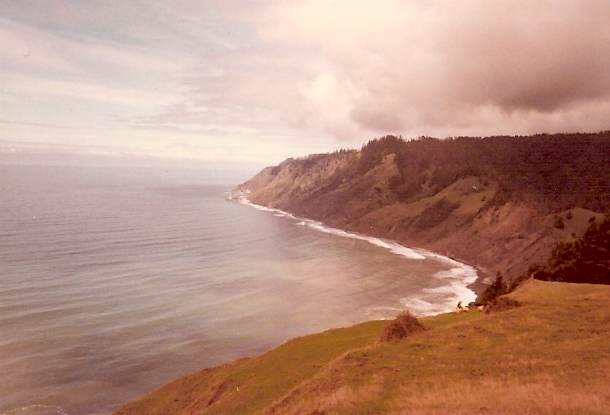
Usal Creek an der Lost Coast in Mendocino County

Im Bereich der Lost Coast gibt bzw. gab es, von Süd nach Nord beschrieben, folgende Verbindungen und Orte:
- ganz im Süden an der Küste nördlich von Rockport beginnt die Usal Road, eine kleine Bergstraße zur Mündung des Usal Creek in den Pazifik und weiter ins Landesinnere. An der Mündung des Usal Creek hatte die Usal Redwood Company im Jahr 1889 ein Sägewerk, eine Eisenbahn und einen 500 Meter langen Kai gebaut. Ein Feuer zerstörte 1902 Sägewerke, Schulhäuser, Depots und Brücken auf dem Land von Usal Creek.[7] Die Eisenbahn wurde demontiert; aber ein paar Bauten wie ein Hotel überdauerten bis zur Zerstörung durch ein weiteres Feuer im Jahr 1969. Eine Nebenstraße durch das Küstengebirge führt zur Mündung des Jackass Creek in den Pazifik. Dort befand sich von 1948 bis 1959 die Holzfällersiedlung Wheeler, von der heute auch keine Spuren mehr erkennbar sind.

- der Küstenort Bear Harbor war ab 1893 bis 1921 der Ausgangspunkt einer Eisenbahnstrecke der Bear Harbor and Eel River Railroad, die über den Bergrücken zum Indian Creek und parallel zu diesem weiter ins Landesinnere führte[7]. Der Standort der Eisenbahnwerkstätten hieß Moody, benannt nach dem Inhaber eines nahegelegenen Hotels und Saloon, auf heutigen Landkarten ist es nicht mehr aufgeführt. Kenny war eine kleine Gemeinde um Quellen an einem Quellgebiet an der nördlichen Gabelung des Usal Creek, an der frühe Siedler aus Europa als Rindensammler die Rinde des Lithocarpus densiflorus ernteten, um Hautgärbungen zu Leder verarbeiten zu können, seit den 1980er Jahren gibt es dort keine Gebäude oder Erkennungsmerkmale mehr. Über den Bergrücken wurde auch nie eine Straße gebaut.

- In die Mitte der Lost Coast führt die 45 Kilometer lange Briceland Road, die bei Redway beginnt, dort den South Folk Eel River überquert und über Briceland, Thorn Junction, Whitethorn (UIC, 817 Einwohner mit einer Grundschule) und die Trappistinnenabtei Redwoods zum Pazifik führt und schließlich, zuletzt eher ein Pfad als eine Straße, beim oben bereits erwähnten Bear Harbor endet.

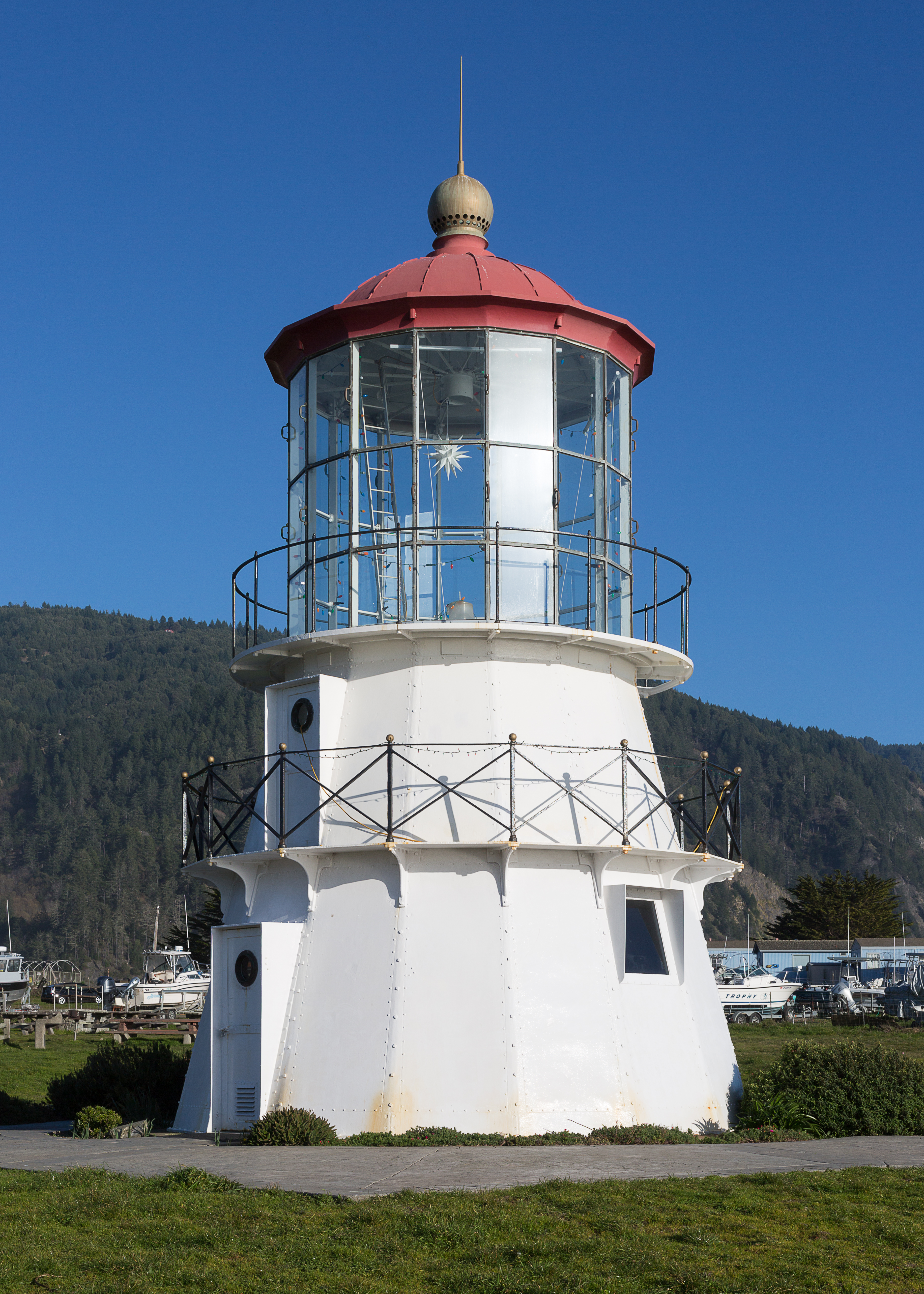
Das Cape Mendocino Light in Shelter Cove, es wurde 1998 per Hubschrauber vom Cape Mendocino hierher überführt

- In Thorn Junction zweigt die Shelter Cove Road ab, die in Richtung Pazifik nach Shelter Cove führt, ein CDP mit 693 Einwohnern und die einzige bestehende Siedlung direkt an der Lost Coast. Von 1892 bis 1933 hatte der Ort ein Postamt. Vor Shelter Cove sank 1907 das Passagierschiff Columbia. Der Flughafen Shelter Cove in Shelter Cove ist ein kleiner, öffentlicher Flughafen mit einer Start- und Landebahn, um ihn herum liegt ein Golfplatz.

- die Mattole Road führt von Dyerville (nicht mehr besiedelt seit der Flut von 1955) über Bull Creek (nicht mehr besiedelt seit der Flut von 1964) und Honeydew (UIC, mit einer Grundschule) nach Petrolia und weiter an die Küste, von dort weiter über Capetown nach Ferndale. Von dort führt die California State Route 211 über die Fernbridge weiter in Richtung Norden.